# Махари (Вармінсько-Мазурське воєводство)
Махари (пол. Machary, нім. Macharren) — село в Польщі, у гміні Пецки Мронґовського повіту Вармінсько-Мазурського воєводства.
Населення — 365 осіб (2011).
У 1975-1998 роках село належало до Ольштинського воєводства.

## Демографія
Демографічна структура станом на 31 березня 2011 року:
|          | Загалом | Допрацездатний вік | Працездатний вік | Постпрацездатний вік |
| -------- | ------- | ------------------ | ---------------- | -------------------- |
| Чоловіки | 179     | 57                 | 108              | 14                   |
| Жінки    | 186     | 56                 | 105              | 25                   |
| Разом    | 365     | 113                | 213              | 39                   |